# Pedro Patiño
Pedro Patiño Toledo (La Puebla de Almoradiel, 1937 - Zarzaquemada, 13 de septiembre de 1971) fue un albañil sindicalista de base de Comisiones Obreras y militante del Partido Comunista de España asesinado por la Guardia Civil a los 33 años, mientras repartía propaganda en las obras de construcción del futuro barrio de Zarzaquemada en Leganés.

## Historia
Los sucesos ocurrieron el 13 de septiembre de 1971, primer día de una huelga clandestina del sector de la construcción en Madrid que se prolongaría hasta el 19 del mismo mes.
Se encuentra enterrado en el cementerio municipal de Getafe. En la actualidad existen diversas calles en municipios madrileños, como Getafe o el mismo Leganés en su recuerdo, así como diversos centros de formación ocupacional y sindical.
Casado con la también activista y feminista Dolores Sancho, ella y su abogado, Jaime Miralles con el apoyo de CCOO no dejaron de denunciar incansablemente los hechos que habían acaecido.
Dolores y Jaime fueron al Gobierno Militar solicitando que les entregaran el cadáver para hacerle una autopsia y enterrarlo. Pocos días después el PCE inundaba Madrid con fotocopias del relato verídico de lo que ocurrió esa mañana del 13 de septiembre. Miralles fue encarcelado semanas más tarde.
En junio de 2009 bajo el amparo de la Ley de Memoria Histórica, el Gobierno expidió por fin un reconocimiento de que Pedro Patiño fue perseguido y encarcelado injustamente “sin las debidas garantías por el ilegítimo Juzgado Especial de Espionaje y Comunismo” y que murió “en defensa de su actividad política”.